# Мугимакска мухоловка
Мугимакска мухоловка (Ficedula mugimaki) е вид птица от семейство Muscicapidae.

## Разпространение
Видът е разпространен в Бруней, Виетнам, Индонезия, Камбоджа, Китай, Лаос, Малайзия, Монголия, Русия, Северна Корея, Сингапур, Тайланд, Филипините, Хонконг и Южна Корея.